# Tsugaru Nobumasa
Tsugaru Nobumasa est un nom japonais traditionnel ; le nom de famille (ou le nom d'école), Tsugaru, précède donc le prénom (ou le nom d'artiste).
Tsugaru Nobumasa (津軽 信政, né le 28 août 1646 et mort le 8 décembre 1710) est le 4e daimyō du domaine de Hirosaki dans le nord de la province de Mutsu, dans le Honshū au Japon (moderne préfecture d'Aomori). Son titre de courtoisie est Etchū-no-kami.

## Biographie
Tsugaru Nobumasa est le fils ainé de Tsugaru Nobuyoshi, 3e daimyō du domaine de Hirosaki. Il n'a encore que 9 ans lorsque son père décède et son oncle Tsugaru Nobufusa assume la régence jusqu'à sa majorité. De disposition savante, il étudie à Edo auprès du grand érudit confucéen Yamaga Sokō et de l'érudit du kokugaku Yamakawa Koretari.
En prenant le pouvoir à Hirosaki, il se lance dans un vaste programme de travaux publics, agrandit la jōkamachi (ville-château), développe l'industrie forestière, des rizières, les systèmes d'irrigation et invite plus de 40 personnalités du monde culturel à s'installer dans Hirosaki afin d'élever le niveau intellectuel de la ville. Ses forces militaires sont également appelées à Ezo par le bakufu Tokugawa pour réprimer la rébellion de Shakushain, soulèvement des Aïnous contre la domination japonaise. Cependant, en 1695, une mauvaise récolte entraîne la famine dans la région de Tsugaru et le domaine de Hirosaki perd 30 000 personnes.
Nobumasa a 5 fils et 26 filles. Il décède le 8 décembre 1710 et sa tombe se trouve au Takateru Jinja à Hirosaki. Son fils ainé Tsugaru Nobuhisa lui succède.

## Source de la traduction
- (en) Cet article est partiellement ou en totalité issu de l’article de Wikipédia en anglais intitulé « Tsugaru Nobumasa » (voir la liste des auteurs).